# Redoba
La redova es un instrumento de percusión mexicano de origen checo.
Consiste en un bloque de madera que se sujeta al cinturón y se golpea con dos palillos. Se puede utilizar un juego de dos bloques para obtener dos notas musicales. Es posible bailar al mismo tiempo que tocar. Principalmente se usa en música de conjunto norteño.